# Евъргрей
„Евъргрей“ (на английски: Evergrey) е прогресив и пауър метъл група от Гьотеборг, Швеция.

## История
Противно на очакванията, произхождащите от люлката на мелодичния шведски дет метъл – Гьотеборг, Evergrey правят мрачен, атмосферичен прогресив метъл. В пренаситената с клонинги сцена, Евъргрей се отличават с уникалното си звучене, дължащо се в голяма степен на специфичния глас и композиторски талант на Том Енглунд (вокал и китара). Той основава групата през 1995 година, заедно с китариста Дан Бронел. По-късно се присъединяват Daniel Nojd (бас), Will Chandra (клавир) и Patrick Carlsson (барабани). Година по-късно е записан дебютният албум на групата – The Dark Discovery, продуциран от Andy LaRocque. Издаден е чак през 1998 от лейбъла Gothenburg Noise Works. С китарни включвания в творбата гостуват Andy LaRocque (King Diamond) и Mattias La Eklundh (Freak Kitchen). Албумът е приет добре от пресата, Evergrey започват да печелят фенове. През 2000 е сключен договор с готик лейбъла Hall Of Sermon. Започва се работа по нов материал.
В края на 1999 се появява концептуалният Solitude. Dominance. Tragedy, с който е осъществен големият пробив на групата. Продуцент отново е Andy LaRocque, гост музиканти са Carina Kjellberg (вокал) и Mattias Eklundh (китара), а музиката експериментира с влияния от готик рока. По случай издаването на албума е проведено специално шоу в немския град Бохум, където Евъргрей свирят на една сцена с Rage. Следва съвместно турне из Европа с Crimson Glory и Kamelot, както и участие на немския фестивал Bang Your Head. Скоро Will Chandra напуска състава и Енглунд се вижда принуден да съвместява с пеенето освен свиренето на китара и длъжността на клавирист. Групата записва кавър на класиката Rising Force за почетен албум към Ингви Малмстийн. Daniel Nojd също се оттегля, за да бъде заменен от Michael Hakansson (The Forsaken, ex-Embraced), а за постоянен клавирист е определен Sven Karlsson (Soilwork, Embraced). Промените в състава продължават с идването на китариста Henrik Danhage на мястото Dan Bronell.
Групата подписва с важния прогресив лейбъл Inside Out и през 2001 е издадено третото дългосвирещо отроче на шведите, носещо заглавието In Search of Truth. В новия концептуален албум Andy LaRocque освен като продуцент гостува и с епизодични китарни включвания. В съответствие със заглавието, текстовете разказват историята на човек, отвлечен някога от извънземни и опитващ се да разкрие тайните на миналото си. Наред с основния композитор Енглунд, в писането на музиката този път взимат активно участие Свен и Хенрик. Мощно китарно звучене, разнообразни клавири, многопластови композиции и преобладаващи мрачни настроения правят албума нова стъпка напред за групата. „In Search of Truth“ се оказва най-успешният албум на Евъргрей.
Karlsson е заменен от Chris Rehn на клавир, а той от своя страна – от Rikard Zander (Barrelhouse, Solid Blue). През 2003 е записан последният шедьовър – Recreation Day. Мощна, вълнуваща, мрачна и красива, музиката на Evergrey трудно би могла да остави някой безразличен. Албумът не е концептуален, макар по думите на самия Енглунд, основната тема в него да е за смъртта. По-късно през същата година Carlsson напуска и зад барабаните сяда Jonas Ekdahl. Evergrey провеждат кратко американско турне с Hate Eternal, Arch Enemy и The Black Dahlia Murder през август, като същевременно се подготвят за ново такова през пролетта на 2004 – този път с големите Iced Earth и Children Of Bodom.
През 2005 Евъргрей записват концертното DVD A Night to Remember, а през 2006 последният си албум – Monday Morning Apocalypse

## Дискография
- The Dark Discovery (1998)
- Solitude, Dominance, Tragedy (1999)
- In Search of Truth (2001)
- Recreation Day (2003)
- The Inner Circle (2004)
- A Night to Remember (Live) (2005)
- Monday Morning Apocalypse (2006)
- Torn (2008)
- Glorious Collision (2011)
- Hymns for the Broken (2014)
- The Storm Within (2016)
- The Atlantic (2019)
- Escape Of The Phoenix (2021)
- A Heartless Portrait (The Orphean Testament) (2022)
- Theories of Emptiness (2024)